# 香港洋務工會
香港洋務工會（Hong Kong Union of Chinese Workers in Western Style Employment）是一個附屬於工聯會及香港進出口貿易從業員協會（同為工聯會屬會）的香港愛國工會。會址在尖沙嘴，並於中環設食堂。2020年香港洋務工會共有13308名會員，香港進出口貿易從業員協會共有6158名會員

## 歷史
香港洋務工會成立於1921年。1989年，以香港洋务工会副主席陈植桂为团长的香港工会代表团和以澳门工联会副理事长温泉为团长的澳门工会代表团一行共26人，从10月3日至12日先后到南宁、北海、防城港、钦州、柳州、桂林参观访问。2009年工會會員人數計，該會是香港第六大工會。該會又以「團結、愛國、權益、參與、福利」為宗旨。
該會和香港政府及北京亦保持友好關係，例如，該會在九十周年酒會時，並邀請得到張鐵夫（中聯辦社會工作部部長），鄭耀棠，梁振英，范徐麗泰，張建宗等親北京派人士出席。
另外，於2011年，該會曾出版《工在家國—香港洋務工會九十年史》一書，記錄自身歷史。

## 重要人物
行政會議成員，香港工會聯合會會長鄭耀棠曾任該會副主席。

## 爭議

### COVID-19期間涉嫌無理解僱
於2020年4月，多個傳媒報道，香港洋務工會突然解僱一名入職逾六年的會務員，被解僱人士在職期間沒有犯錯，也沒收過投訴或警告信，追問解僱原因，工會高層竟叫她「適應下」。她求助工聯會亦沒有回音，直言十分彷徨，「工聯會高舉撐勞工旗幟，社會責任去咗邊？」協助黃女士的民主黨立法會議員林卓廷指，對於洋務工會作為工聯會屬會，容許欺壓一名長期服務的員工感到十分詫異，批評工聯會偽善，「對外講就保就業，對內就炒啲老臣子，講一套做一套。」林又指，洋務工會有百年歷史，一向資產穩健，無理由容不下一個僅萬多元月薪的資深員工，形容該會無情無義，就連將黃女士安置到其他屬會都沒有

## 資料來源
1. 1 2  香港洋務工會. .
2. ↑  广西年鉴编辑部编辑. . 广西年鉴编辑部. 1989.09: 215.
3. 1 2  .   [2020-04-25]. （原始内容存档于2021-03-20）. （页面存档备份，存于）
4. ↑  .   [2020-04-25]. （原始内容存档于2021-03-20）. （页面存档备份，存于）
5. ↑  .   [2020-04-25]. （原始内容存档于2020-05-11）. （页面存档备份，存于）

香港洋務工會的Facebook專頁